# Yakuake
Yakuake è un emulatore di terminale che utilizza le librerie grafiche dell'ambiente desktop KDE.
La caratteristica principale di Yakuake è di essere un terminale a comparsa, poiché si avvia nascosto nella parte superiore dello schermo e compare solo quando viene premuto un tasto preciso della tastiera (di default F12): questo ritorna comodo quando si vuole nascondere un terminale che sta lavorando. È basato su Konsole, dal quale eredita la configurazione delle impostazioni; utilizza i TAB per poter aprire più console ed è personalizzabile nelle dimensioni, nella posizione e nella velocità della animazione di scorrimento.
Come suggerisce il nome, l'idea del terminale a comparsa è stata presa da famosi giochi come Quake e Half-Life; un terminale simile ma più leggero, che utilizza le librerie grafiche GTK+, quindi adatto agli ambienti GNOME e Xfce, è Tilda.
Dalla versione 2.8 sono state introdotte alcune novità, già presenti nelle beta precedenti, come:
- Un nuovo pannello di configurazione
- La possibilità di cambiare skin (oltre a quella classica è presente la skin Plastik in due varianti)
- Si può suddividere un'unica sessione in più terminali

Gli sviluppatori hanno pubblicato la versione 2.9-beta1 per KDE4, contemporaneamente alla 2.8.1 stabile per KDE3.